# Hilda Nélida Castañeira de Vaccaro
Hilda Nélida Castañeira de Baccaro (Rosario, Argentina,  19 de noviembre de 1926-Buenos Aires, 4 de noviembre de 2007) fue una maestra y política argentina, miembro del Partido Justicialista, que se desempeñó como senadora nacional por la provincia de Santa Fe entre 1952 y 1955. Formó parte del primer grupo de senadoras que ingresó al Congreso de la Nación Argentina, con la aplicación de la Ley 13.010 de sufragio femenino, siendo la primera mujer que hizo uso de la palabra en una sesión de la cámara alta.

## Biografía
Nacida en Rosario en 1926, fue maestra normal nacional, dando clases en escuelas primarias de Ibarlucea y Rosario.
En 1944 fue secretaría de la vocalía del Consejo de Educación, al año siguiente, secretaria del administrador de la Aduana del Puerto de Rosario. También fundó un instituto de arte.
A partir de 1947 comienza su participación política en el peronismo, formando parte de la organización de la rama femenina del Movimiento Nacional Peronista. A los dos años se convirtió en una de las fundadoras del Partido Peronista Femenino, representando a Santa Fe y se desempeñó como delegada censista en la provincia de Salta hasta 1952.
En las elecciones de 1951 fue elegida senadora nacional por la provincia de Santa Fe, asumiendo en abril de 1952. Fue la primera mujer que hizo uso de la palabra al iniciarse el periodo de sesiones. También fue presidenta de la Comisión de Trabajo y Previsión. No pudo terminar su mandato en el Senado, que se extendía hasta 1957, por el golpe de Estado de septiembre de 1955.
En 1972 estuvo a cargo de la reorganización de rama femenina del Partido Justicialista, con el cargo de Secretaria Política. En 1973 fue elegida concejala de la Capital Federal, sin finalizar su mandato por el golpe de Estado de 1976.
Su último cargo público fue el de titular de la Casa de la Provincia de Salta en Buenos Aires, designada en 1983. Integró el Círculo de Legisladores de la Nación Argentina, siendo Secretaria de la Mujer en 1995.
Falleció en noviembre de 2007, a los 80 años. Sus restos fueron velados en el Senado de la Nación.